# سان آنتونیو د لوس کوبرس
سان آنتونیو د لوس کوبرس (به اسپانیایی: San Antonio de los Cobres) یک شهر و شهرداری در آرژانتین است که در Los Andes Department واقع شده‌است. سان آنتونیو د لوس کوبرس ۵٬۴۸۲ نفر جمعیت دارد و ۳٬۷۷۵ متر بالاتر از سطح دریا واقع شده‌است.

## نگارخانه

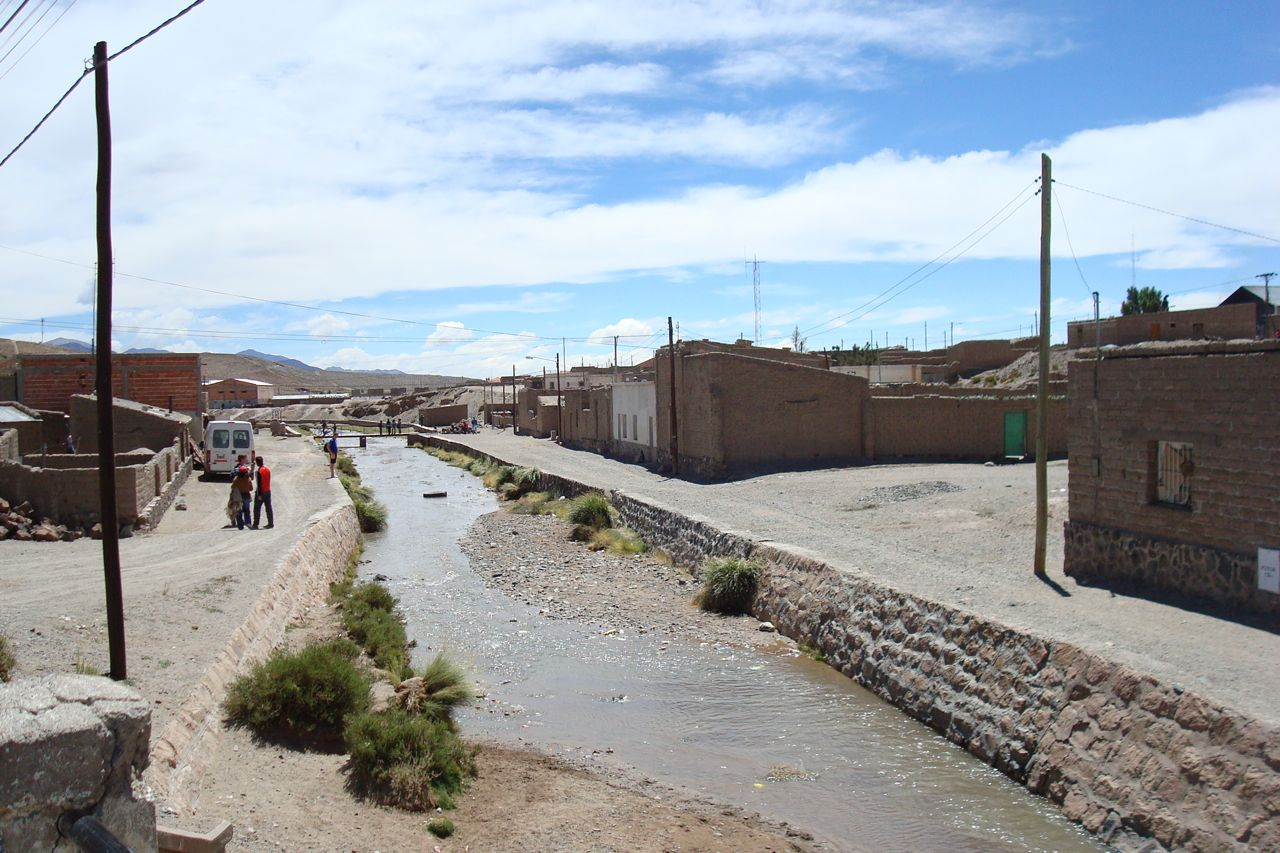
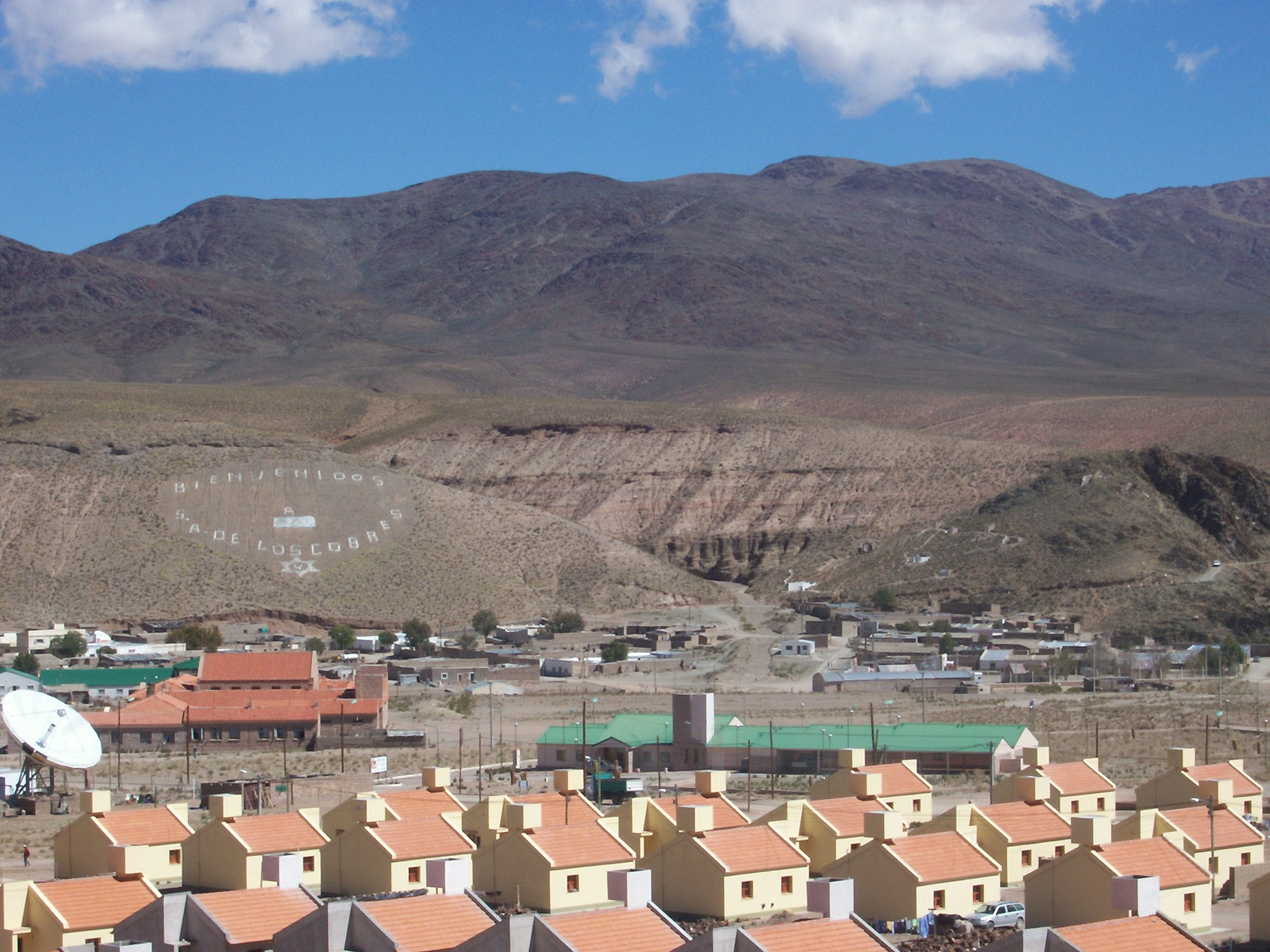